# Ruido (Hereford)
Ruido (2006) es el sexto disco de la banda uruguaya Hereford.

## Ficha técnica completa
- Productor ejecutivo: Roberto Costa y Alberto Moles para Tocka Discos - Popart.
- Producción general: Hereford.
- Grabado y mezclado: Gustavo Gauvry (Estudios Delcielito, Bs. As.) y Federico Langwagen (Estudios Arizona, MVD).
- Asistentes de grabación y mezcla: Aníbal Rodríguez Blanco y Martín Mariño.
- Drum master: Gustavo Bolsa González.
- Asistente de banda: Hugo Fusalario.
- Edición de pistas y grabación de pistas adicionales: Federico Langwagen y Hereford (Estudios Arizona).
- Posproducción: Federico Langwagen (Estudios Arizona).
- Masterizado: Daniel San Báez (Estudios Octopus).
- Músicos invitados: Julio Cobelli (guitarra criolla en «Amigos al final»), Manuel Quieto (voz en «Sé lo que sentís»), Martín Paladino (teclado y piano Rhodes en «Lo más simple de las cosas» y «Amigos al final»), Mikael Boudakian (automatizaciones y samplers en «Amigos al final»), Eduardo Diz (violín 1, violín 2, viola y chelo en «Lo más simple de las cosas»).
- Arreglos de cuerdas: Pablo el Maestro Martínez en «Lo más simple de las cosas» y «Límite perpetuo».

## Lista de canciones
Todos los temas compuestos, arreglados y producidos por Hereford, excepto «La paz del barrio» (Dana, Labandera, Rodino) y «Amigos al final» (compuesto por Hereford, producido por Mikael Boudakian y Hereford).
1. «Tolerar»
2. «Volver a empezar» (corte de difusión)
3. «Ruido»
4. «Lo que puedas cambiar»
5. «Hipoteca»
6. «Cuando quieras usar»
7. «Cuánto más»
8. «Límite perpetuo»
9. «Sé lo que sentís»
10. «Aunque me vaya primero»
11. «Estrellita»
12. «Gritar»
13. «Patrulla lunar» (instrumental)
14. «La paz del barrio»
15. «Lo más simple de las cosas»
16. «Amigos al final»

- Datos: Q6113569